# Червоная Стенка
Червоная Стенка (укр. Червона Стінка) — село, относится к Захарьевскому району Одесской области Украины.
Население по переписи 2001 года составляло 31 человек. Почтовый индекс — 66730. Телефонный код — 4860. Занимает площадь 0,23 км². Код КОАТУУ — 5125280505.

## Местный совет
66730, Одесская обл., Захарьевский р-н, с. Василевка